# بيريه أخضر

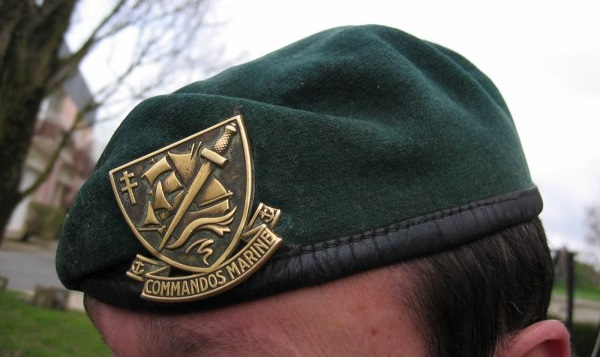
البيريه الأخضر

البيريه الأخضر أو البُرنِيطَة أو البِرِّيطة الخضراء كانت غطاء الرأس الرسمي للمغاوير البريطانيين في الحرب العالمية الثانية. ولا يزالون يلبسونها بفخر من قيب أفراد مشاة البحرية الملكية بعد اجتياز دورة تدريب الكوماندوس وأي عضو في الجيش البريطاني يجتاز كل دورات الكوماندو متعدد الأسلحة.
هناك بعض المنظمات العسكرية الأخرى التي نرتدي البيريهات الخضراء أيضا لأن لديها تاريخ يرتبط مع فرقة المغاوير البريطانيين في الحرب العالمية الثانية. وتشمل قوات الكوماندوس الأسترالية والفرنسية والهولندية والقوات الخاصة في الجيش الأمريكي (البيريهات الخضراء). على الرغم من أنه ليس مألوفا بالنسبة للوحدات الأميركية أن ترتدي غطاء الرأس المميز، لكنه العرف السائد في القوات المسلحة التابعة لأمم الكومنولث، حيث معظم الأفواج ترتدي قبعات أو شارات تعكس تكريم الفرقة في المعركة وتقاليدها.